# Spirorbis knightjonesi
Spirorbis knightjonesi är en ringmaskart som beskrevs av Silva 1965. Spirorbis knightjonesi ingår i släktet Spirorbis och familjen Serpulidae. Inga underarter finns listade i Catalogue of Life.